# Robbie Hucker
Robbie Hucker (* 13. März 1990 in Bendigo) ist ein ehemaliger australischer Radsportler.

## Sportliche Laufbahn
2007 wurde Robbie Hucker australischer Junioren-Meister auf dem Mountainbike (XC). 2016 gewann er die Tour de Taiwan und 2019 die Banyuwangi Tour de Ijen.

## Erfolge

### Straße
2016
- Gesamtwertung und eine Etappe Tour de Taiwan

2018
- eine Etappe Tour de Taiwan
- Bergwertung Tour de Tochigi

2019
- Gesamtwertung und eine Etappe Banyuwangi Tour de Ijen

### Mountainbike
2007
- Australischer Junioren-Meister – Cross Country